# Mare de Déu del Carme de Montornès del Vallès
La Mare de Déu del Carme de Montornès del Vallès és una església de Montornès del Vallès (Vallès Oriental) inclosa a l'Inventari del Patrimoni Arquitectònic de Catalunya.

## Descripció
Edifici religiós de planta rectangular, que correspon a la nau principal i un petit cos annexa que correspon a la capella del Santíssim. El sistema de teulada és de dues vessants amb la particularitat que el carener es troba enfonsat en el centre de la coberta. El material utilitzat és ciment arrebossat i pintat. A l'entrada hi ha un petit porxo amb tres columnes de ciment. En el interior, la capella del Santíssim, que es troba al costat esquerre, queda separada de la nau principal per una sèrie de columnes. L'absis és rectangular.

## Història
L'església fou començada l'any 1972 i actualment resta inacabada.